# Pace di Passarowitz
La pace di Passarowitz  (odierna Požarevac, in Serbia) del 21 luglio 1718 fu il trattato che concluse il conflitto scoppiato nel 1714 tra l'Impero ottomano e la Repubblica di Venezia, al cui fianco era intervenuta nell'aprile 1716 anche l'Austria.
Il trattato fu firmato nella città serba di Požarevac (nota col nome tedesco di Passarowitz) da Ibrahim Aga e Mehmed Aga, in rappresentanza del sultano ottomano Ahmed III, dal barone Ugo Damiano von Viermund e dal conte Talman, in rappresentanza dell'imperatore Carlo VI. Qualche giorno dopo anche la Repubblica di Venezia firmò un trattato con i rappresentanti del sultano ottomano.

## Premesse
Dal 1714 al 1718 i Turchi avevano condotto vittoriose azioni militari contro Venezia in Grecia e a Creta, ma erano stati sconfitti dai veneziani a difesa di Corfù (estate 1716). Su insistenza del principe Eugenio di Savoia, Carlo VI si decise ad intervenire al lato della Serenissima, e nel giro di pochi mesi le truppe ottomane furono sbaragliate dagli austriaci, vittoriosamente condotti dal principe Eugenio nelle battaglie di Petervaradino (5 agosto 1716), Temesvár (1º ottobre 1716) e Belgrado (18 agosto 1717).

## Contenuto
Sulla base di questi antefatti militari la pace di Passarowitz si limitò a consolidare una serie di variazioni territoriali, in base al principio dell'uti possidetis:
- l'Impero Ottomano dovette cedere all'Austria il Banato, la Serbia settentrionale (compresa Belgrado), una striscia di territorio bosniaco a sud della Sava e la Valacchia Minore (Oltenia). Questi ultimi due territori sarebbero poi ritornati ai Turchi con il trattato di Belgrado (1739).
- Venezia dovette cedere ai Turchi gli ultimi possedimenti nell'isola di Creta e rinunciare alla Morea (il Peloponneso, conquistato appena venti anni prima con la pace di Carlowitz e perso con le campagne del 1715), ma poté conservare le Isole Ionie ed estendere i propri domini in Dalmazia.

In forza del trattato vennero siglati anche accordi commerciali che attribuirono ai sudditi ottomani la libertà di commercio nel territorio della monarchia asburgica.

## Conseguenze
Dal punto di vista politico la pace di Passarowitz, se da un lato pose fine alla secolare lotta tra Venezia e i Turchi, d'altro canto segnò l'inizio del declino della Serenissima e consacrò la presenza turca in Grecia, anche se la grande favorita dal trattato fu tuttavia l'Austria.
Il poeta tedesco Johann Christian Günther celebrò la pace di Passarowitz in una delle sue più celebri poesie.